# Пиратите, които не правят нищо
„Пиратите, които не правят нищо: Вегетариански приказки“ (на английски: The Pirates Who Don't Do Anything: A VeggieTales Movie) е щатска компютърна анимация от 2008 г. на режисьора Майк Навроки, по сценарий на Фил Вишър, продуциран от Big Idea и Starz Animation, и е разпространен от Universal Pictures. Това е вторият пълнометражен филм да включва героите от християнската анимационна поредица „Вегетариански приказки“ след „Jonah: A VeggieTales Movie“ през 2002 г.
Филмът е пуснат на 11 януари 2008 г., и получи смесени отзиви от критиците.

## Телевизионна версия
На 2 юни 2012 г. филмът е излъчен по Кино Нова с български дублаж. Екипът се състои от:
| Озвучаващи артисти  | Йорданка Илова Христина Ибришимова Емил Емилов Камен Асенов Здравко Методиев Димитър Иванчев |
| Преводач            | Миряна Мезеклиева                                                                            |
| Тонрежисьор         | Стефан Дучев                                                                                 |
| Режисьор на дублажа | Димитър Кръстев                                                                              |